# Geovane Fernández
Pour les articles homonymes, voir Fernández.
Geovane Wagner Fernández (né le 21 juillet 1982 à Río Branco) est un coureur cycliste uruguayen.

## Palmarès
- 2003
  - Tour de Porto Alegre :
    - Classement général
    - 3e étape
- 2006
  - 3e de la Vuelta Chaná
- 2007
  - Clásica de Suárez
- 2008
  - 1re et 2e étapes de la Vuelta Chaná
  - 2e étape de la Rutas del Este
  - 2e de la Rutas del Este
  - 2e de Dia de las Americas
- 2009
  - Cruz del Sur de Motnevideo
  - 2e de la Doble Treinta y Tres
- 2010
  - Vuelta del Litoral :
    - Classement général
    - 1re étape
- 2011
  - Doble Crespo
- 2014
  - 1re étape de la Doble Treinta y Tres (contre-la-montre par équipes)
  - 2e du Tour du Paraguay (es)
- 2015
  -  Champion d'Uruguay sur route
  - Fiesta del Pueblo CC Treinta y Tres
- 2017
  - 3e de la Vuelta a los Puentes del Santa Lucía

## Classements mondiaux
| Année            | 2005 | 2006 | 2007 | 2008 | 2009 | 2010 |
| ---------------- | ---- | ---- | ---- | ---- | ---- | ---- |
| UCI America Tour | 366e | 266e |      |      | 244e | 352e |